# Wanted on Voyage
Albums de George Ezra
Staying at Tamara's
(2018)
Wanted on Voyage est le premier album studio du chanteur britannique George Ezra, sorti en 2014 sous le label Columbia Records (Sony Music).

## Écriture et sortie
À l'âge de 19 ans, George Ezra signe un contrat avec Columbia Records. Dans la foulée, il entame un voyage en train d'un mois à travers l'Europe. Pour ce premier voyage en solitaire, à l'été 2013, il visite Paris, Amsterdam, Copenhague, Malmö, Vienne, Milan et Barcelone,,. C'est à partir de ses carnets de voyage qu'il compose les chansons de son premier album,.
Son voyage ne l'emmène cependant pas jusqu'à Budapest, il loupe son train après un soirée arrosée à Malmö. La chanson éponyme évoque d'ailleurs les choses qu'il serait prêt à abandonner par amour (et qu'il ne possède pas). Le titre Barcelona évoque quant à lui une histoire d'amour dans la capitale catalane.
Wanted on Voyage est enregistré entre novembre 2013 et janvier 2014 dans un studio du sud de Londres avec le producteur Cam Blackwood (en). L'album sort le 30 juin 2014. Le nom de l'album fait référence à l'Ours Paddington, héros d'enfance d'Ezra, qui a un autocollant « Wanted on Voyage » sur sa valise.

## Titres
| No  | Titre                  | Auteur                                  | Durée |
| --- | ---------------------- | --------------------------------------- | ----- |
| 1.  | Blame It on Me         | George Ezra et Joel Pott                | 3:15  |
| 2.  | Budapest               | George Ezra et Joel Pott                | 3:20  |
| 3.  | Cassy O'               | George Ezra, Joel Pott et Cam Blackwood | 3:04  |
| 4.  | Barcelona              | George Ezra et Joel Pott                | 3:08  |
| 5.  | Listen to the Man      | George Ezra et Joel Pott                | 3:03  |
| 6.  | Leaving It Up to You   | George Ezra et Joel Pott                | 3:36  |
| 7.  | Did You Hear the Rain? | George Ezra et Matt Allchin             | 4:20  |
| 8.  | Drawing Board          | George Ezra et Matt Allchin             | 3:46  |
| 9.  | Stand by Your Gun      | George Ezra et Joel Pott                | 3:04  |
| 10. | Breakaway              | George Ezra et Joel Pott                | 4:44  |
| 11. | Over the Creek         | George Ezra                             | 3:56  |
| 12. | Spectacular Rival      | George Ezra et Joel Pott                | 4:14  |

## Critiques et réception

### Accueil du public
L'album se classe dans le top 10 des ventes d'album au Royaume-Uni dès sa sortie. Il y reste quatorze semaines (dont onze dans le top 5) avant d'atteindre la première place du classement en octobre 2014. L'album restera plus de 40 semaines consécutives parmi les dix albums les plus vendus et s'écoulera à plus d'un million d'exemplaires, en faisant le troisième plus gros succès de l'année 2014.
L'album se classe dans les meilleures ventes d'albums de nombreux pays européens, d'Amérique du Nord et d'Océanie.

### Classements
| Classement (2018)             | Meilleure place |
| ----------------------------- | --------------- |
| Allemagne (Media Control AG)  | 8               |
| Australie (ARIA)              | 4               |
| Autriche (Ö3 Austria Top 40)  | 9               |
| Belgique (Flandre Ultratop)   | 13              |
| Belgique (Wallonie Ultratop)  | 30              |
| Canada (Canadian Albums)      | 19              |
| Danemark (Tracklisten)        | 19              |
| Écosse (OCC)                  | 1               |
| France (SNEP)                 | 6               |
| Irlande (IRMA)                | 5               |
| Italie (FIMI)                 | 12              |
| Nouvelle-Zélande (RIANZ)      | 4               |
| Pays-Bas (Mega Album Top 100) | 9               |
| Royaume-Uni (UK Albums Chart) | 1               |
| Suède (Sverigetopplistan)     | 39              |
| Suisse (Schweizer Hitparade)  | 6               |
| États-Unis (Billboard 200)    | 19              |